# Mac’ma
Mac’ma es una empresa mexicana fabricante de galletas, chocolates y pastas fundada en 1943 en la Ciudad de México.
La empresa fue fundada en 1943 por la familia Marimon, una familia catalana que emigró de España a México por la Guerra Civil Española. La empresa se enlistó en la Bolsa Mexicana de Valores en 1994.
Entre 2010 y 2012, la bolsa de valores de la marca cayo en un 34% (207.9 mdp a 132.8 mdp). La crisis financiera se resolvió al aliarse con otras empresas como Oxxo y 7-Eleven y al cambiar su estrategia. Actualmente, la empresa opera tanto en México como en otros países de Centroamérica, el Caribe y los Estados Unidos.

## Historia
A causa de la Guerra civil en España algunas familias tuvieron refugio en México, incluyendo a la familia catalana creadora de la empresa Mac’ma, consecuencia de su inestabilidad económica, empezó a vender galletas a familiares, amigos, y cercanos, con sus primeras galletas Mac’ma, Abanico, Barquillos y Gaufrette, y tiempo después, su empresa de galletas prosperó, y su taller casero no era suficiente para compensar la demanda, lo que hizo que buscara nuevas instalaciones. Al encontrar una fábrica, empezaron a vender galletas de nuevas formas y presentaciones, lo cual aumento las ventas. Después de unos años, la empresa necesitaba en comercio más estable, con un respaldo comercial, y una imagen que lo distinguiera en el mercado nacional, y el nombre Mac’ma surgió y el cisne fue su logo representando elegancia y distinción. 
Después de un tiempo, necesitaron la expansión de la empresa la cual se logró, y la empresa empezó a prosperar sacando a la venta nuevas presentaciones y diseños, creando tiendas propias y contratos de mayor inversión.

## Crisis de la compañía
Gracias a la expansión de empresas con mayor poder económico, la empresa Mac’ma sufrió serias crisis económicas, en las cuales sus tiendas propias tuvieron afectaciones, y tuvo una caída de ganancias, que según la Bolsa Mexicana de Valores, su trayectoria de 2010 a 2012 fue de 207.9 millones de pesos (mdp) a 32.8 mdp, y en el 2012, estalló una huelga laboral de trabajadores, por causa de la crisis, mismos que aun están en juicios activos por falta de pago en su liquidación desde agosto de 2021. 

Mac'ma perdió durante 2012 prácticamente 90% de sus ventas. Vendió 10% de lo que vendía en 2011.
Xavier Olazábal, Enunció[cita requerida]

Gracias a la crisis económica hubo una suspensión de la empresa y la mayoría de las ventas fueron hechas en tiendas departamentales, y con la espera de la firma de un inversionista, para que las ventas subieran, y la empresa pudiera tomar vuelo, y poder volver al mercado, con el objetivo de volver al mercado con el impulso del inversionista acreedor de la empresa.
El 20 de septiembre de 2012, la marca Mac'ma firmó un tratado con Grupo Xtra, acordando que grupo Xtra es acreedor del 62% del capital social de la empresa, dejando a Mac'ma con el 38% del capital social.
Fue a partir de a principios del 2013 que empezaron a subir nuevamente sus ventas y hubo más estabilidad.

## Resurrección de la compañía
Al firmar un tratado con el Grupo Xtra, la empresa planeó una nueva estrategia de venta, que empezó a funcionar a principios del 2013, con la firma con la compañía 7-Eleven, además de vender en diferentes presentaciones, y buscando un contrato con la cadena Oxxo, con el objetivo de triplicar ventas, y la restauración de la compañía, dejando atrás la crisis que vivieron en el 2012 restaurando la empresa Mac'ma.

## Críticas y controversias
México es el mayor consumidor de huevo a nivel mundial y la mayoría de las gallinas ponedoras pasan toda su vida confinadas en jaulas en batería hechas de malla de metal, tan pequeñas que ni siquiera pueden estirar completamente sus alas, por lo cual, cada vez más empresas en México y alrededor del mundo se suman a la iniciativa de eliminar de sus productos los huevos provenientes de granjas donde las gallinas se encuentran en jaulas. Al menos 20 empresas líderes en México han hecho público su rechazo a las jaulas en batería, entre ellas, Grupo Anderson’s, Pacific Star Foodservice, Taco Holding, General Mills, AccorHotels, El Puerto de Liverpool, Grupo Pagasa y Sushi Itto.
En octubre del 2017, varios animalistas de la Ciudad de México respondieron al llamado de la organización internacional Igualdad Animal para protestar afuera de la tienda de Mac’Ma Polanco y mostraron a los transeúntes el maltrato animal que provoca la cadena de suministro de huevo de la reconocida marca de galletas.
La primera primera semana de diciembre del 2017, varios animalistas, junto con Igualdad Animal, protestaron en el corredor Chapultepec de Guadalajara para informar al público sobre la crueldad que implica el tener a las gallinas enjauladas. Durante la protestas, la respuesta del público fue positiva y se recabaron firmas pidiéndole al director general de Mac'Ma, Xavier Olazábal, que elimine las jaulas de su suministro de huevo.